# Route I/11 (Slovaquie)
Pour les articles homonymes, voir I11 et Route 11.
La I/11 (en slovaque : cesta I. triedy 11) est une route slovaque de première catégorie reliant la frontière tchèque à Žilina. Elle mesure 37,5 km. Elle fait partie de la route européenne 75.

## Tracé
- République tchèque 11
- Région de Žilina
  - Svrčinovec
  - Čadca
  - Krásno nad Kysucou
  - Dunajov
  - Kysucký Lieskovec
  - Kysucké Nové Mesto
  - Radoľa
  - Žilina